# Nuraghensiedlung Monte Elias

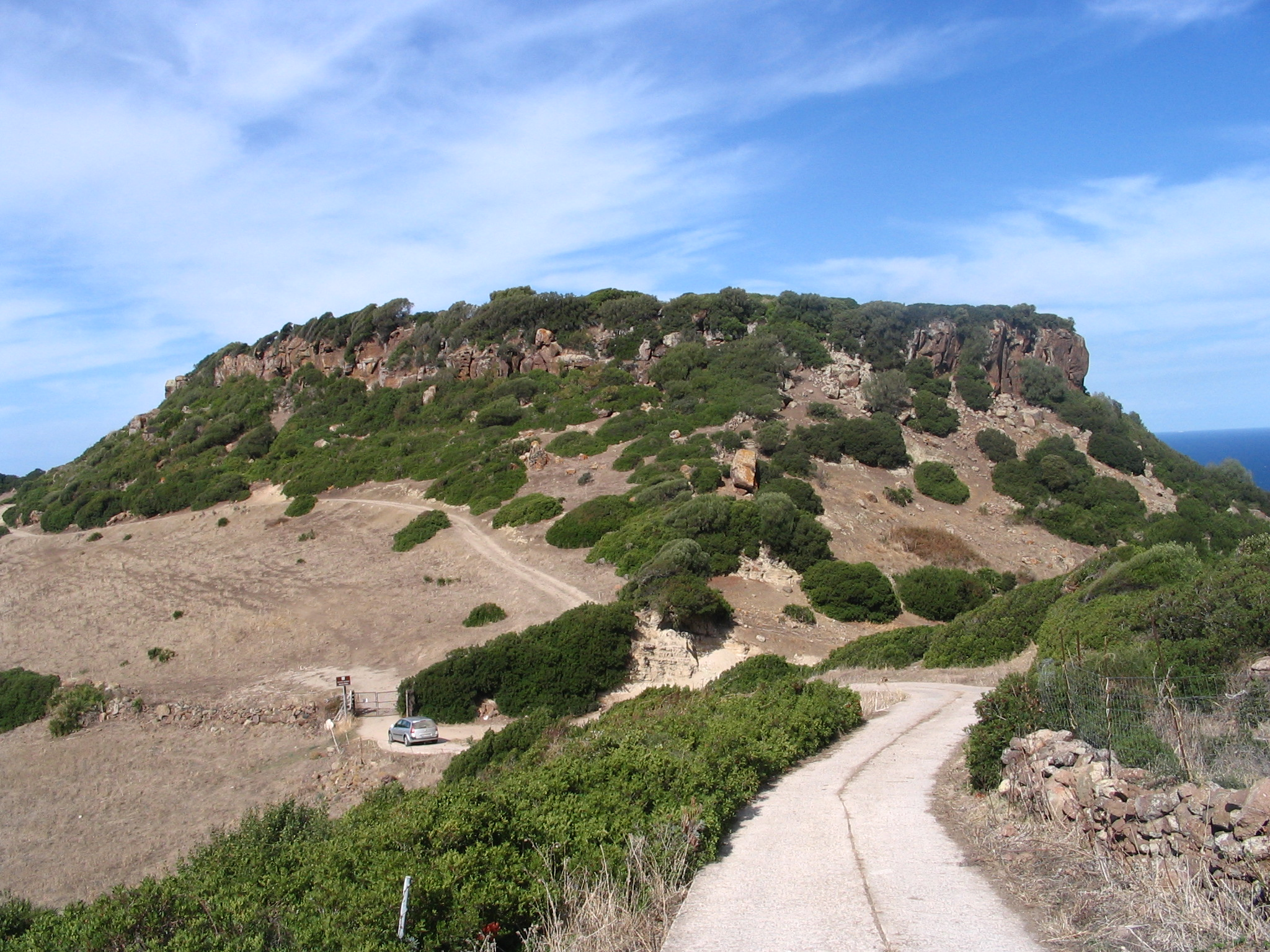
Monte Elias

Das nuraghische Fort Monte Elias (italienisch Complesso Fortezza nuragica Monte Elias) liegt bei Tergu in der Provinz Sassari auf Sardinien. 
Der von einer Mauer umgebene große, einst bewohnte Komplex stammt aus den Jahren 1400–1000 v. Chr. Er wurde noch in der Römerzeit frequentiert, was durch die Entdeckung von Keramik und zwei Grabstelen punischer Tradition belegt ist. Eine der Stelen zeigt das Gesicht des Verstorbenen mit Backen- und Schnurrbart in auffälligem Realismus. Die Anwesenheit von Menschen in vorrömischer Zeit auf dem Territorium wird durch 15 Nuraghen in der Region dokumentiert. Erwähnenswert ist die Nuraghe Tudderi auf dem höchsten Hügel der Stadt.

## Beschreibung
Die Festung ist von bis zu 5,0 m hohen und etwa 120 m langen Mauern umgeben. Die Mauer besteht aus mittelgroßen Steinen, die in regelmäßigen Reihen angeordnet sind. Es blieben verschiedene Abschnitte mit unterschiedlicher Konsistenz erhalten. Der am besten erhaltene ist der Nordöstliche, wo die Mauer einen krummlinigen Verlauf annimmt, möglicherweise in Entsprechung zu einem eingebauten Turm. Im mittleren Sektor, in der Nähe des Zugangs vom darunter liegenden Plateau, bildet die Mauer einen „toten Winkel“, wahrscheinlich um den Zugang zu schützen. Auf halbem Weg hangabwärts liegen die Reste einer zweiten vielleicht früheren Befestigung aus großen quadratischen Blöcken. Im Inneren liegen die Reste zahlreiche Hütten eines Dorfes, das sich bis zur Spitze des Plateaus erstreckte. Das Gebiet lieferte einige isolierte Orthostaten und Fragmente von Steinbecken.
Die Konstruktion verdient besondere Beachtung: Es gibt viele fast überall entlang der Küste: Antigori, Cabu Abbas, Casteddu de Fanaris, Fort Doladorgiu, Ferricci, Sa Mandra Manna, Saurecci und andere. Die Orte vermitteln den Eindruck strategischer Nuraghenfestungen. Die archäologischen Ausgrabungen von Monte Elias sind noch nicht abgeschlossen.

Monte Elias
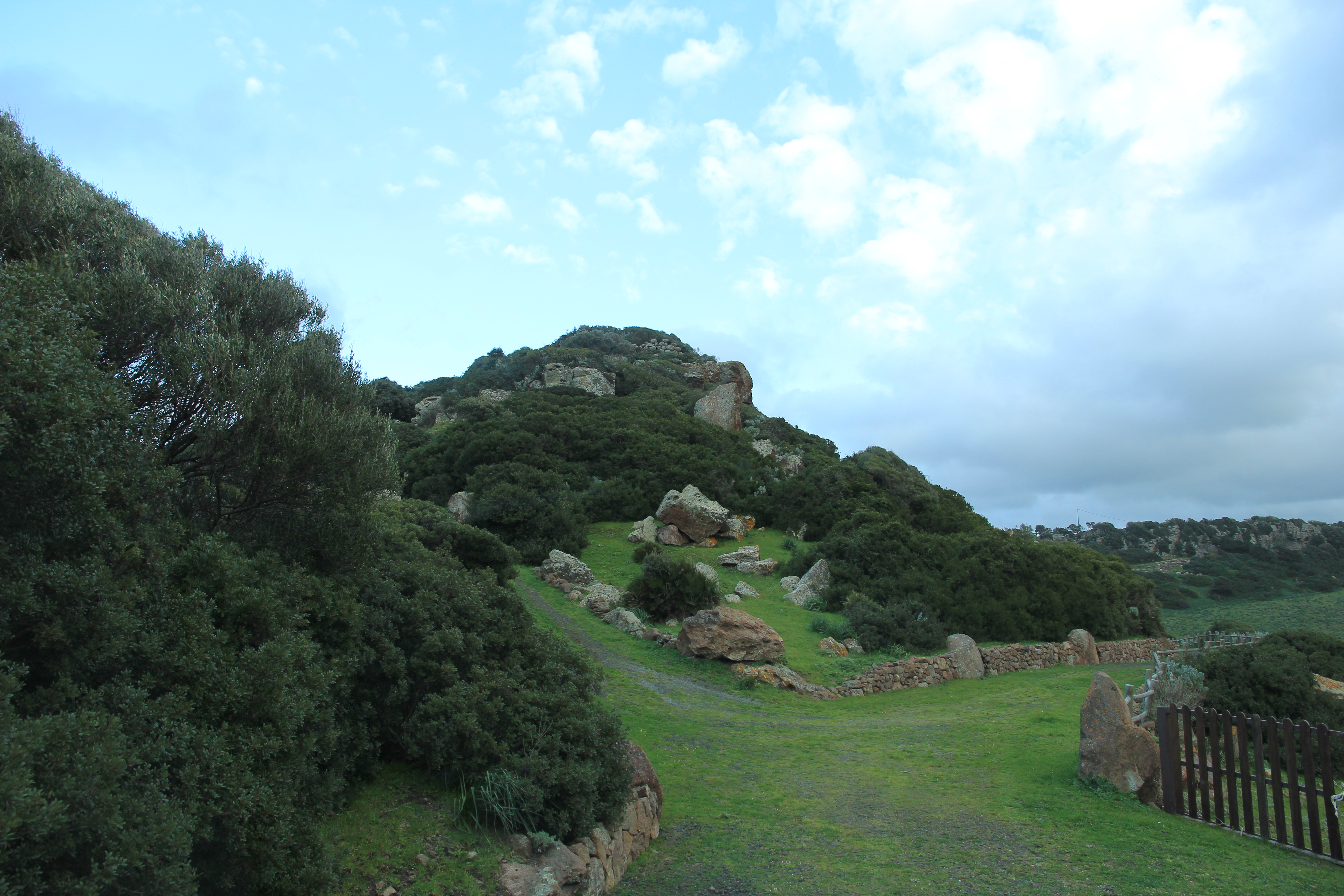
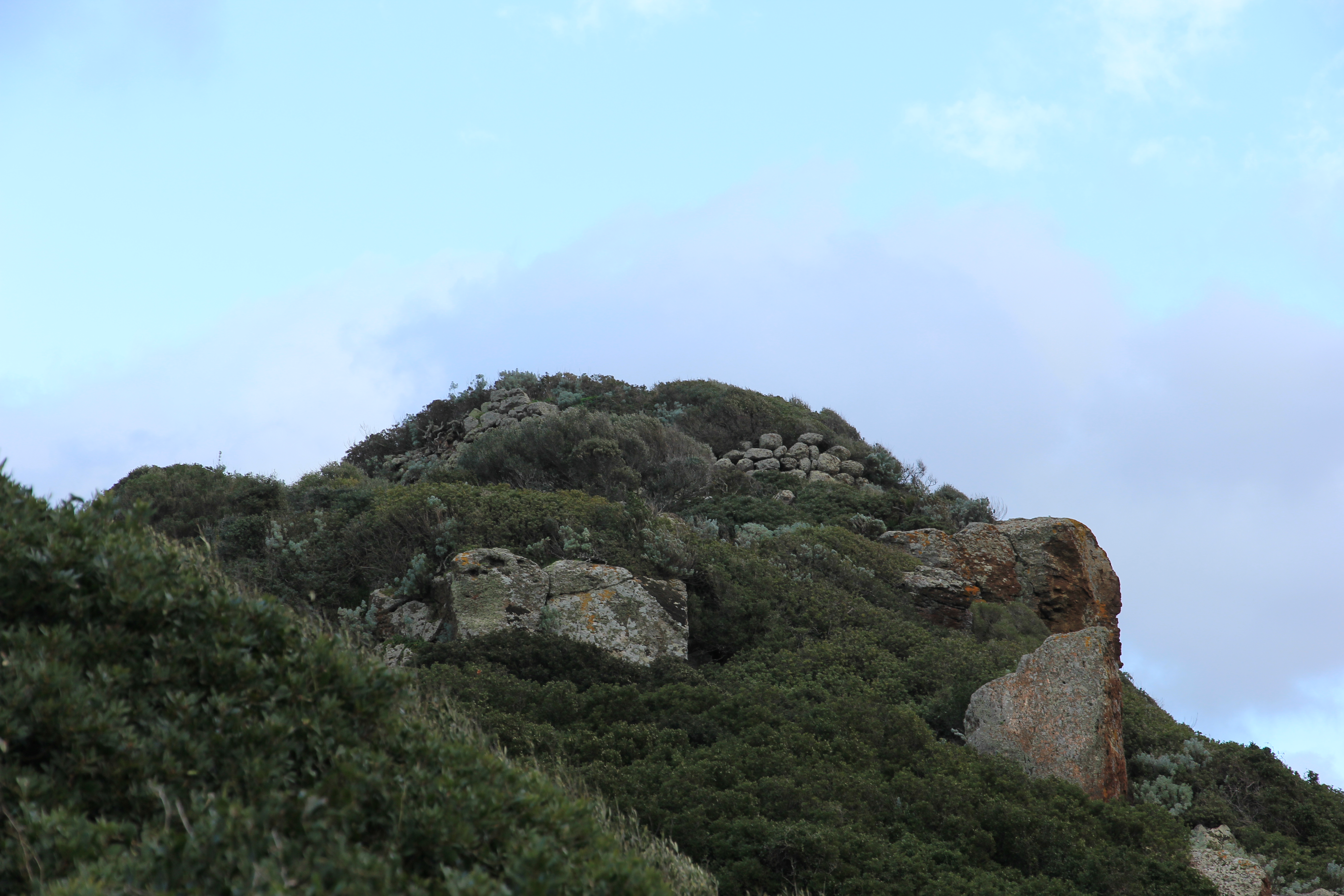
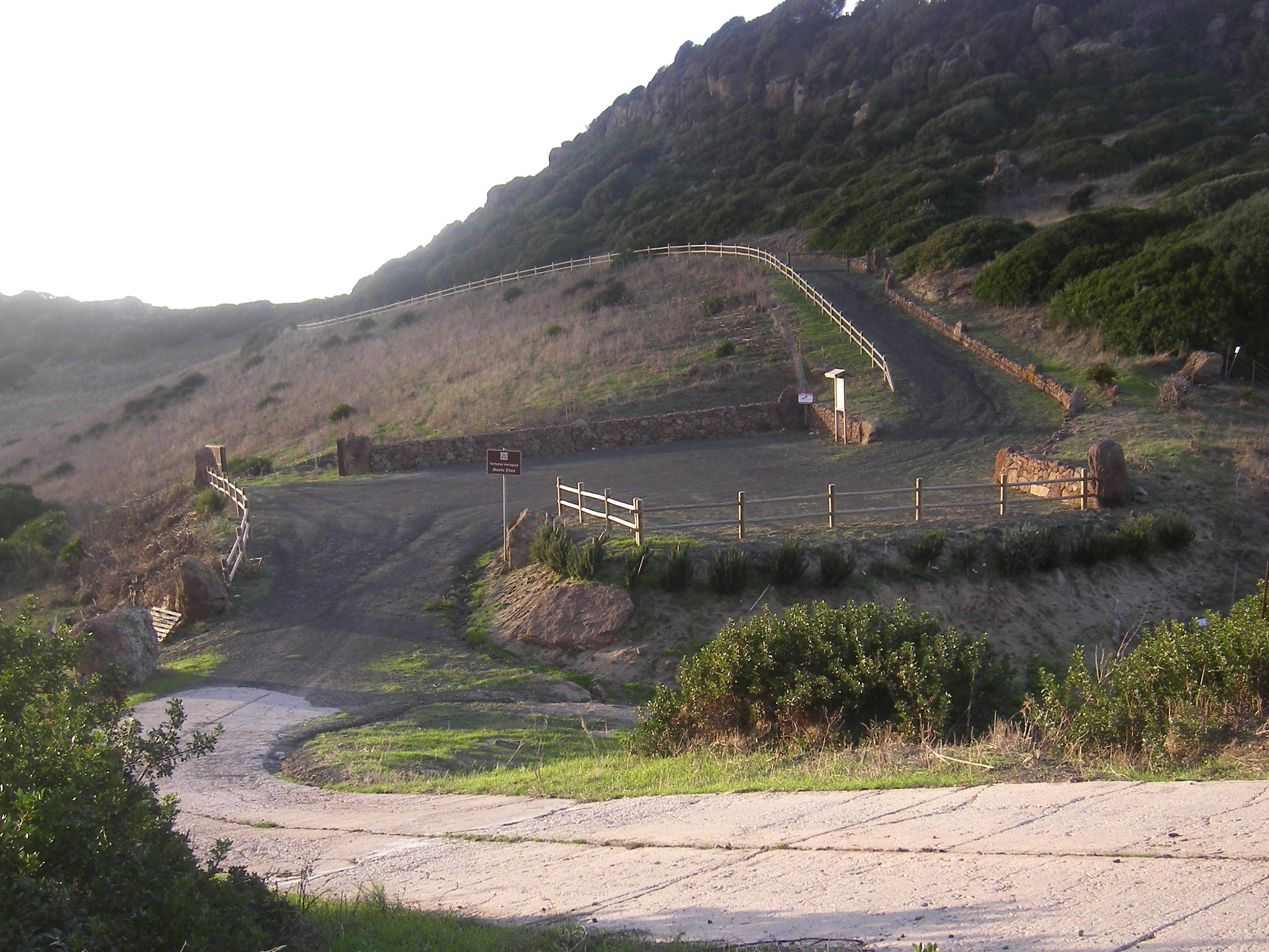
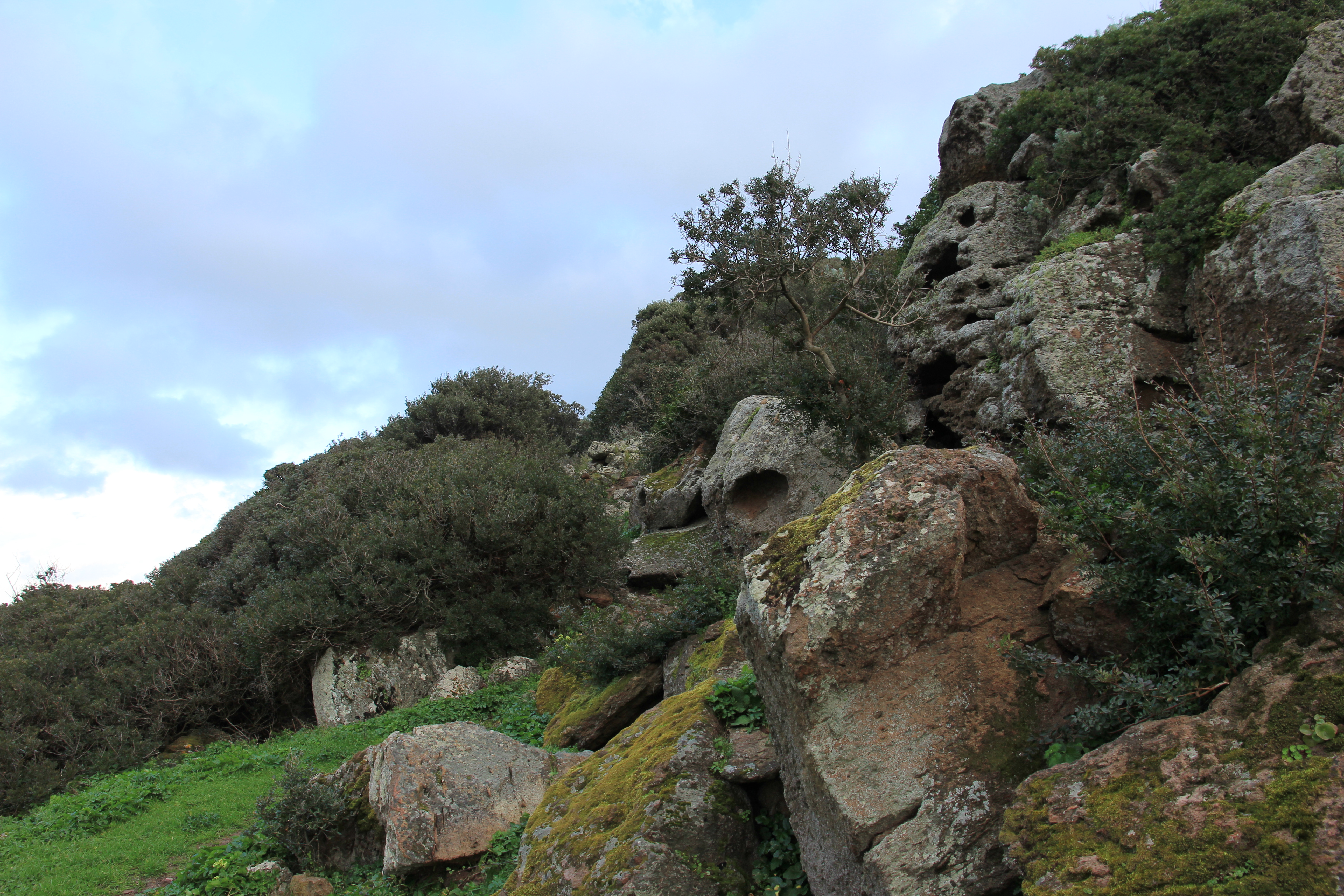